# TuS Bothfeld
Der TuS Bothfeld 04 (Turn- und Sportverein Bothfeld von 1904 e.V.) ist ein Verein in Hannover im Stadtteil Bothfeld. Der Verein wurde 1904 gegründet und hat ca. 2.100 Mitglieder. Er ist einer der größten Sportvereine in Hannover und Mitglied im Stadtsportbund Hannover.

## Beschreibung
Der TuS Bothfeld 04 bietet in 13 verschiedenen Abteilungen Breitensport an. Im frühsten Kindesalter gibt es die Möglichkeit im TuS mit dem Sport anzufangen, da z. B. Kinderturnen und eine Ballschule angeboten werden. Die Senioren können in dem Verein insbesondere die Abteilungen Gesundheitssport (Yoga, Walking und Lungensport) und auch Gymnastik (Deep Work, Sitzgymnastik usw.) nutzen. Außerdem bietet der TuS Bothfeld Wettkampfsport an. Bei den Leichtathleten wurde Tom Unverricht Deutscher Jugend Meister im 400-m-Hürdenlauf (U18m). Auch die Basketballer sind eine erfolgreiche Abteilung im Ligabetrieb. Die U14 stieg in der Saison 2017/18 in die Landesliga auf. Im Handball starteten in der Saison 2023/24 sechs Mannschaften auf Landesebene, die 1. Damen sowie die 1. Herren-Mannschaft spielen in der Regionsoberliga.
Der TuS Bothfeld 04 ist 2018 vom Landessportbund Niedersachsen e.V. als „Engagementfreundlicher Sportverein“ mit Gold ausgezeichnet worden. Er zeichnet sich durch ein systematisches und strategisches Ehrenamts- & Freiwilligen-Management aus, bei dem die Engagierten mit ihren Bedürfnissen im Mittelpunkt stehen.
Der TuS Bothfeld ist eine anerkannte Einsatzstelle im Bereich Freiwilligendienste im Sport. 2018 waren drei FSJler im Verein engagiert. Auch in den folgenden Jahren gab es mehrere FSJ-  und BFD-Leistende.
Die Handball-Abteilung veranstaltet eines der größten Handballturniere Norddeutschlands. Auf bis zu 16 Spielfeldern treten an einem Wochenende mehr als 1.000 Spieler aller Altersklassen auf dem Sportplatz in Hannover-Bothfeld gegeneinander an. Im Jahr 2023 fand das Turnier zum 50. Mal statt.
Der TuS Bothfeld richtet auch den Bothfelder Waldlauf aus. Die Läufe beginnen und enden auf dem Sportplatz. Vom Sportplatz geht es in den Bothfelder Wald, in dem auf einem Rundkurs auf Waldwegen und ausgebauten Forstwegen gelaufen wird. Der Waldlauf ist ein vom DLV genehmigter Volkslauf. Der Bothfelder Waldlauf feierte im Jahr 2017 das 10-jährige Veranstaltungsjubiläum.

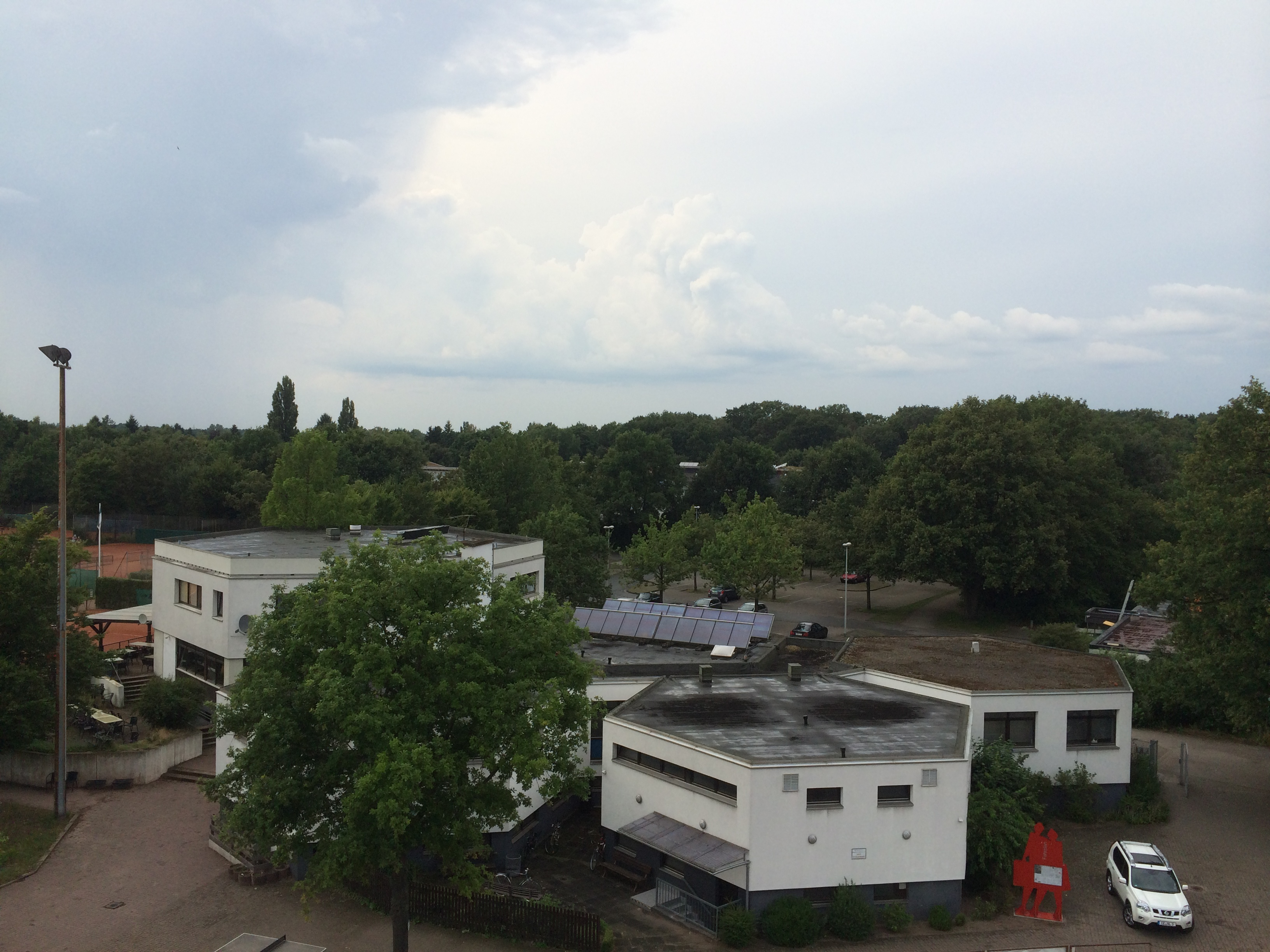

## Vorstand
Der Vorstand (§ 26 BGB) des TuS Bothfeld besteht aus Frank Rückert, 1. Vorsitzender, Martin Möller, 2. Vorsitzender, und Steffen Staude, Kassenwart. Im Vorstand sind weiterhin noch Jannis Ernesti als Schriftwart, Anja Grau als Pressewartin, Thomas Riebe als Sportwart und Henriette Poggenklas als Jugendwartin. Besonders ist, dass die Jugendabteilung volles Stimmrecht im Vorstand besitzt.

## Geschichte
Der Verein aus Bothfeld wurde am 5. Juli 1904 als Männer-Turnverein gegründet.
Im Jahre 1919 kam es zu einem Zusammenschluss aus mehreren Vereinen zur „Vereinigten Turnerschaft von 1919“.
Der Beitritt zur Deutschen Turnerschaft gelang 20 Jahre nach der Gründung des Sportvereins.
Ein Jahr darauf erhielt der TuS Bothfeld seinen eigenen Sportplatz namens „Reinecke Busch“, heute bekannt unter dem Namen „Rohdenhof“.
1927 eröffneten drei weitere Sportarten ihre Sparten beim TuS Bothfeld. Handball, Tischtennis und Leichtathletik.
Im Jahr 1940 musste der TuS Bothfeld dem Reichsbund für Leibesübungen beitreten und nahm den OSV auf.
3 Jahre später wurde das Vereinsarchiv ausgebombt.
Im Jahr 1949 wurde die Faustballsparte eröffnet.
1952 erfolgte die Loslösung der Fußballabteilung als OSV.
1955 wurde die Leichtathletik-Spate erneut gegründet.
1967 hatte der Verein erstmals über 1.000 Mitglieder.
1969 wurde die Schwimmsparte eröffnet.
1970 war der 1. Spatenstich auf der Bezirkssportanlage Bothfeld.
1973 gab es einen Partnerschaftsvertrag mit dem „Tennisverein Grün-Weiß“ und dem „OSV Hannover“.
Der Baubeginn des Clubheimes erfolgte 1974 und nach zwei Jahren war der Bau abgeschlossen.
Im Jahr 1976 wurde die Volleyball-Sparte eröffnet.
Der TuS Bothfeld hatte im Jahr 1981 2.000 Mitglieder und 7 Sparten im Angebot.
1989 erfolgte die Eröffnung der Badminton-Sparte.
1990 war die Gründung mit sieben weiteren Vereinen der „Leichtathletik – Gemeinschaft Hannover“ (LGH). Diese wurde später wieder aufgelöst.
Die Sparte Tanzen eröffnete im Jahre 1991. Danach folgte 1993 Basketball, 1999 Boule und 2002 Judo. Somit gibt es seit 1999 13 Sparten beim TuS Bothfeld. Später wurden die Sparten in Abteilungen umbenannt.
2004 war das 100-jährige Vereinsjubiläum, welches mit einer Festwoche vom 18. bis 27. Juni 2004 gefeiert wurde.

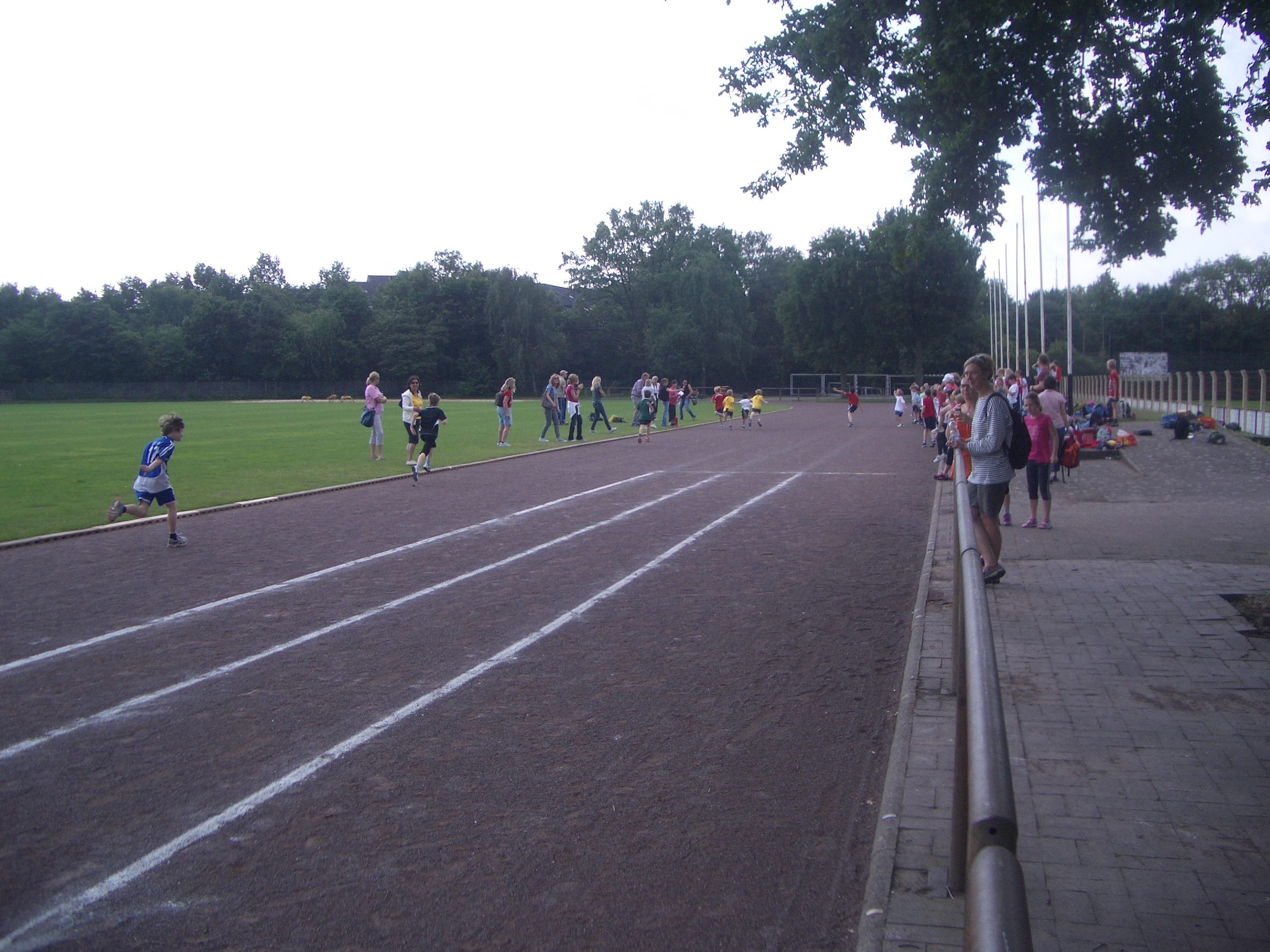

## Sportarten
- Badminton (1998 eröffnet)
- Basketball (1993 eröffnet) 1. Herren und die 1. Damen spielen in der Oberliga in der Saison 2018/19
- Bogensport  (2019 eröffnet)
- Boule (1999 eröffnet und 2019 geschlossen)
- Cheerleading
- Tanz (1991 eröffnet)
- Eltern-Kind-Turnen
- Faustball (1949 eröffnet) 1. Herren spielt in der Verbandsliga in der Saison 2018/19
- Gesundheitssport
- Gymnastik
- Handball (1927 eröffnet)
- Judo (2002 eröffnet)
- Kinderturnen
- Leichtathletik (1927 eröffnet) Erfolge: Deutscher Meister 2018 bei den 400 m Hürdenlauf U18 Tom Unverricht
- Schach (2009 eröffnet)
- Seniorensport
- Tischtennis (1927 eröffnet) 1. Herren spielt in der 2. Bezirksklasse
- Volleyball (1976 eröffnet) 1. Herren spielt in der Landesliga in der Saison 2018/19

## Kurse

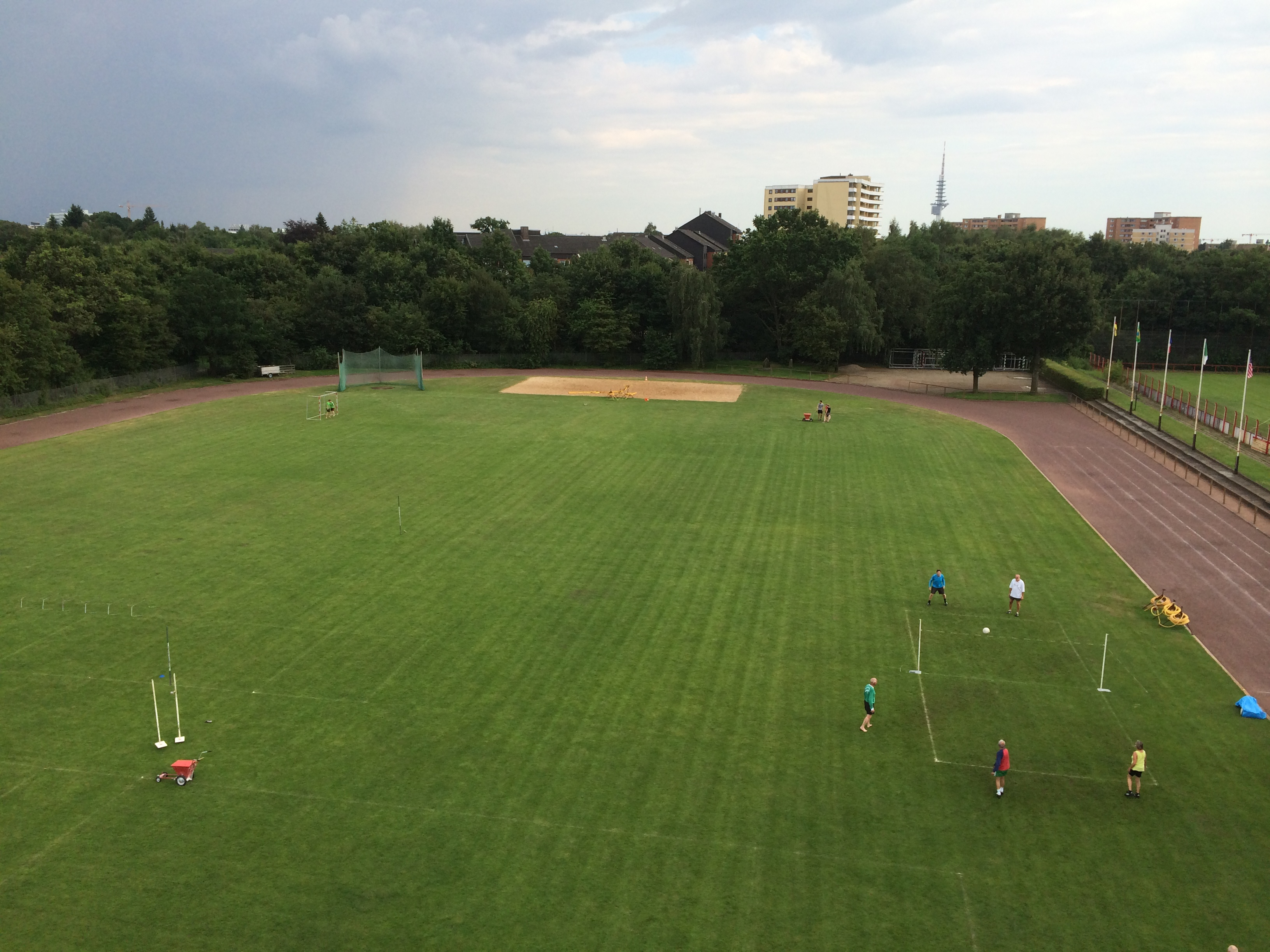

Der Verein bietet auch Kurse an, die für Nichtmitglieder offen sind:
- Seniorensport
- Zumba ab 16 Jahren
- Schach ab 6 Jahren
- Kung Fu ab 12 Jahren
- Psychomotorik-Training für Kinder von 4 bis 6 Jahren
- Yoga ab 15 Jahren
- Pilates ab 15 Jahren
- Rücken-Aktiv ab 18 Jahren
- Nordic Walking ab 7 Jahren

Die folgenden Kurse sind ab 18 Jahren:
- Lungensport
- Koronarsport
- Cardio-Aktiv